# プリンス・バスター
プリンス・バスター（Prince Buster、1938年5月24日 - 2016年9月8日）、本名セシル・ブスタメンテ・キャンベル（Cecil Bustamente Campbell）は、ジャマイカ・キングストン出身の歌手、プロデューサー、サウンドシステムオーナーである。青年期まではキリスト教徒だったが、モハメド・アリの影響でムスリムに改宗している。

## 生涯
プリンス・バスターは、キングストンのオレンジ・ストリートで生まれた。本名のブスタメンテ・キャンベルは、ジャマイカ労働党の創立者、アレキサンダー・ブスタマンテにちなんで名付けられた。バスターは、20代前半まではキリスト教徒だった。
少年時代、チャールズ・ストリートとルーク・レーンの角でトム・ザ・セバスチャンのサウンドと出会ったバスターは、米国のリズム・アンド・ブルースに夢中となる。ソウルズビル・センターと呼ばれたそのコーナーはサイコロ賭博のメッカでもあり、1957年、地元ギャングに金を巻き上げられたバスターが、それを取り返そうとした際のやりとりを目撃したコクソン・ドッドは、その度胸に惚れ込み、自身のサウンドシステムのボディーガードとしてスカウトした。元ボクサーとしての腕力の強さだけでなく、音楽的才能を持ったバスターは、この仕事に向いていた。彼は宿敵デューク・リードのサウンドトロージャンから流れてくる曲を判別して知らせ、バスターのおかげでコクソンはデュークの選曲を把握した上で、自分達だけのエクスクルーシブな選曲を維持することができた。
1959年には独立し、自らのサウンド、プリンス・バスター・ボイス・オブ・ザ・ピープル・サウンドシステムを立ち上げる。同時にレーベルもスタートさせ、モンティ・モリスやデリク・モーガンなどのシングルをリリースする。バンド・メンバーは、ドラムスはドランベイゴ、ギターはジャー・ジェリー、サックスはローランド・アルフォンソ。特筆すべきはベースがアーネスト・ラングリンだったことである。当時ラングリンはビバリーズ、スタジオ・ワンとの契約で他のプロダクションでギターを録音出来なかった。しかし友人であるバスターの依頼で、ベースならと匿名で参加した。
この頃のレーベルは、WILD BELLSでモンティの「Humpty Dumpty」「Money Can't Buy Love」など、ヒットを記録し、好調な滑り出しを見せる。またこの頃、英国人エミル・シャロットと出会い、ブルー・ビート、ファブ、ダイスといったレーベルをスタートさせ、何十年にもわたり600曲以上をリリースした。バスターは1964年にモハメド・アリと出会い 、新興宗教団体ネイション・オブ・イスラム所属のイスラム教徒に改宗している。
バスターは1966年までの数年間で、コクソン、デューク・リード、コングのビバリーズ、ジャスティン・ヤップのトップデックに匹敵する、大量のスカ楽曲をプロデュースした。代表曲には「ワン・ステップ・ビヨンド」「アル・カポネ」「十戒」「シティ・ライオット」「シンシナチ・キッド」「ベイビーフェイス・ネルソン (aka Skahara)」「ダンス・クレオパトラ」「ルード・ルード・ルーディー」「プリンス・オブ・ピース」「リンガー・オン」などがある。ロックステディ〜アーリー・レゲエ期にも、佳作をプロデュースした。”Judge Dread”と”10 Commandments”からはじまり、”Ghost Dance”へと続く”トークオーバー”（語り）の一連の作品がそれである。アルバムとしては「ジャッジドレッド・ロックステディ」などがある。
レゲエ期にも、ジョン・ホルト、デニス・アルカポーン、ビッグ・ユースらをプロデュースしたが、1972年に激化する銃撃戦や歌詞の劣化に嫌気がさし、一時的にシーンから遠ざかった。だが、1975年には突然、設立まもないチャンネル・ワン・スタジオで”Finger”を例外的に録音した。
1980年代に入ると、プリンス・バスターやスカタライツらの音楽に影響された若者たちを中心に、スカ、ロックステディ、レゲエを愛好した2トーン・ブームがイギリスで発生し再評価された。当時のUKスカ・グループにはスペシャルズ、マッドネス、ザ・ビート、セレクターらがいた。バスターは、ギャズ・メイオールらのバンドと共演も果たした。
1989年にスカタライツと初来日した。フロントアクトのスカ・フレームスを気に入ったバスターからの申し出で録音が実現。同年に2度目の来日、スカ・フレームスとのライブも実現した。1993年、シャギーによる”Carolina”のカバーが、ワールドワイドなヒットとなったこともあり、フォークス・ブラザーズのジョン・フォークスから著作権侵害を訴えられ、バスターは法廷闘争へ巻き込まれる。この裁判で敗訴すると、ロッカシャッカからリリースされた23タイトルの7インチの他は、音楽活動を停止した。
2003年には日本のスカ・バンド、デタミネーションズと3度目の来日公演を行った。ユニバーサル・アイランドから発売されたDVD「Rock A Shacka Vol.4 Prince Of Peace - Prince Buster With Determinations」で、ライブのもようを確かめることが出来る。ラスト・チューンは“ Prince Of Peace”だった。
晩年は3回の発作を起こし、プリンス・バスターは心臓疾患が原因で2016年に死去した。スカと、その後のジャマイカ音楽への貢献は大きかった。バスターは貧しい生まれを誇りとし、オレンジ・ストリートの住民のヒーローだった。彼の残した音楽遺産は、ジャマイカ内外で生き続けている。